# Luigi Denza
Luigi Denza (Castellammare di Stabia, Campània, 24 de febrer de 1846 - 27 de gener de 1922) fou un compositor italià. Des de 1879 residí a Londres on fou un dels directors de l'Acadèmia de Música. Va escriure gran nombre de cançons, entre les que es feren populars la titulada Funicoli-Funicolà que arribà a ser tant popular, que Richard Strauss la va incloure en la seva suite Aus Italien, creient que realment es tractava d'un cant popular. Passant de mig miler les melodies que escrigué Denza.